# Chrup

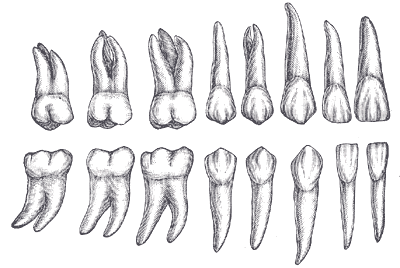
Dentice dospělého člověka

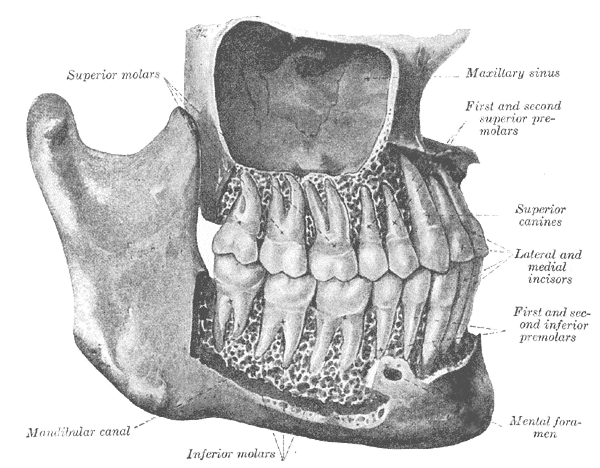
Usazení chrupu v kostech čelistí

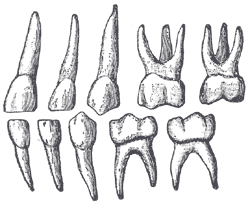
Dentice dítěte

Chrup neboli dentice je označení pro soubor zubů v ústní dutině.
Podle typů zubů rozlišujeme chrup homodontní (všechny zuby jsou tvarově stejné, např. u kytovců nebo u pásovce) a heterodontní chrup, který je rozlišen až na čtyři různé typy zubů, s maximálním a druhově specifickým počtem pro každý. Jsou to řezák, špičák, třenový zub (premolár) a stolička (molár).

## Zubní vzorec
Počet zubů každého typu se zapisuje jako zubní vzorec.
Lidský zubní vzorec je:
- 2.1.2.3
- 2.1.2.3

Což znamená, že člověk má v jedné polovině horní čelisti dva řezáky, jeden špičák, dva třenové zuby a tři stoličky, stejně tak v čelisti dolní. Pro zjištění celkového počtu zubů je nutno vynásobit jejich součet dvěma, protože vzorec obsahuje pouze poloviční počet zubů v horní i dolní čelisti.
Maximální zubní vzorec heterodontních savců je:
- 5.1.4.4
- 4.1.4.4

kterému se nejvíc blíží vačice, která má 3/3 třenové zuby.

## Mléčný chrup, dočasná dentice
U mnoha savců má mládě sadu zubů, která vypadne a je nahrazena dospělými zuby. Nazývá se dočasné zuby, dětské zuby nebo mléčné zuby. Živočichové, kteří mají dvě sady zubů, přičemž jedna následuje druhou, se nazývají difyodonti – mají difyodontní dentici. Zubní vzorec pro mléčné zuby se liší absencí třenových zubů.
Zubní vzorec mléčného chrupu lidí je:
- 2.1.0.2
- 2.1.0.2

Mléčný chrup se začíná prořezávat zpravidla mezi 5. a 6. měsícem věku dítěte. První se prořezává dolní řezák. U zdravého dítěte se mléčné zuby prořežou přibližně do dvou let života, ale proces je individuální.

## Anatomický, stomatologický popis
V anatomii jsou jednotlivé lidské zuby popisovány jako:
- I1: Dens incisivus medialis (první řezák)
- I2: Dens incisivus lateralis (druhý řezák)
- C: Dens caninus (špičák)
- P1: Dens premolaris primus (první třenový zub)
- P2: Dens premolaris secundus (druhý třenový zub)
- M1: Dens molaris primus (první stolička)
- M2: Dens molaris secundus (druhá stolička)
- M3: Dens molaris tertius (Dens serotinus, Dens sapientiae, třetí stolička, zub moudrosti)

Ve stomatologické praxi je chrup popsán pomocí takzvaného dentálního kříže. Každý zub je představován jedním dvouciferným číslem, které určuje jeho pozici (první cifra tzv. zubní kvadrant, druhá cifra pořadí od středu čelisti). K číslu je možné doplnit informace o zdravotním stavu či chybění zubu.
Ukázka kompletního dentálního kříže dospělého člověka:
18 17 16 15 14 13 12 11 | 21 22 23 24 25 26 27 28
- - - - - - - - - - - - - - - - - - - - - - - - - - - - - - - - - - - - - - - -
48 47 46 45 44 43 42 41 | 31 32 33 34 35 36 37 38

## Zdravý chrup
Zdravý a čistý chrup má významný vliv na celkové zdraví a kvalitu života člověka a zároveň i na to, jak působíme na ostatní.
Příčinou většiny zánětlivých onemocnění dásní a zubních kazů je plak, což jsou bakterie shromážděné v koloniích na zubech a měkkých ústních tkáních. Pokud plak včas a řádně neodstraníme, vyvolají jeho toxické (jedovaté) zplodiny zánět dásní a naruší sklovinu na korunce zubu. Celý proces je zpravidla doprovázen nepříjemným zápachem z úst a může končit nenávratnou ztrátou zubu.